# Lili Boulanger

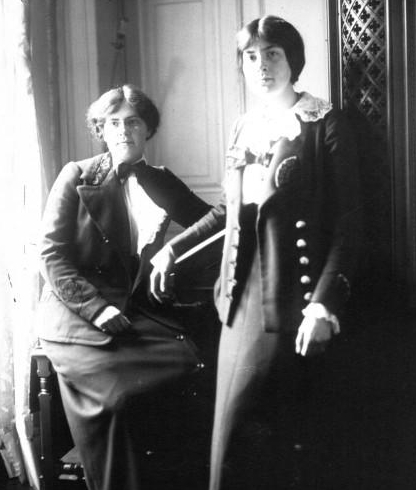
De zusters Lili (rechts) en Nadia Boulanger

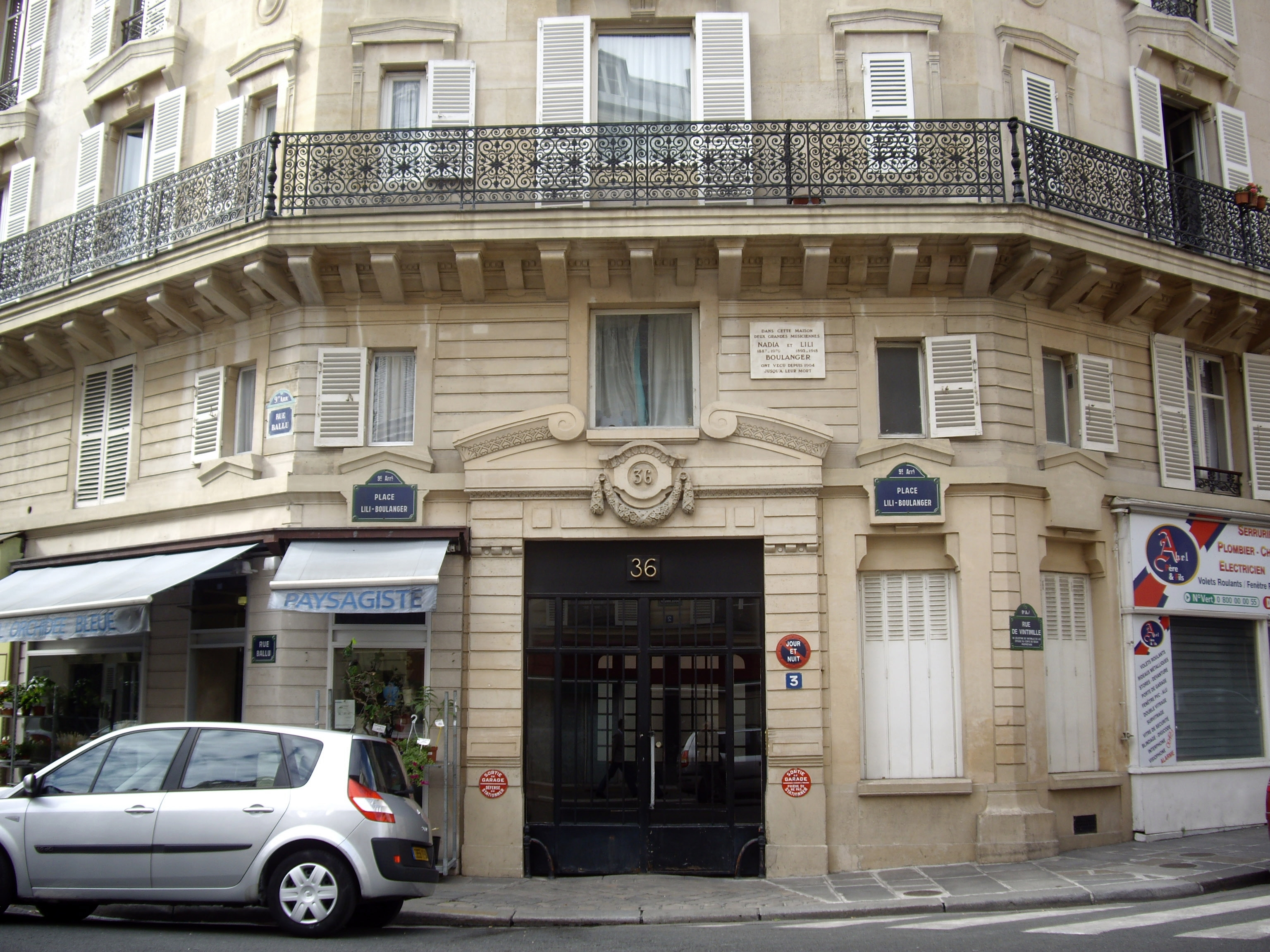
Lili's woonhuis aan de Rue Ballu in Parijs (sinds 1970 Place Lili-Boulanger N° 3)

Juliette Marie Olga (Lili) Boulanger (Parijs, 21 augustus 1893 - Mézy-sur-Seine, 15 maart 1918) was een Franse componiste.

## Levensloop
Haar vader was de componist en pianist Ernest Boulanger (1815-1900), die in 1835 de Prix de Rome voor compositie had gewonnen, een tiental succesvolle opéras comiques had geschreven en docent compositie was aan het Conservatoire de Paris. Hij was 77 jaar oud toen Lili werd geboren. Haar moeder, de Russische prinses Raïssa Ivanovna Mychetsky (1854 of 1858-1935), was zangeres en veel jonger dan haar vader. Lili Boulanger groeide op in een muzikaal en intellectueel milieu, waar toonaangevende musici als Gabriel Fauré, Maurice Ravel, Florent Schmitt, Charles Koechlin en Raoul Pugno voor haar een stimulerende omgeving vormden. 
Lili was nog geen vijf jaar oud toen ze met haar oudere zus, Nadia, meeging naar het conservatorium. Al spoedig volgde ze lessen muziektheorie en solfège. Van 1909 tot 1913 bezocht ze het Conservatoire de Paris. Ze studeerde compositie bij Paul Vidal, fuga en contrapunt bij Georges Caussade, orgel bij Louis Vierne, harp bij Alphonse Hasselmans, en verder piano, viool en cello. Voor een deel vonden de lessen thuis plaats wegens haar zwakke gestel. Lili Boulanger was chronisch ziek sinds een longontsteking op tweejarige leeftijd haar immuunsysteem had aangetast. Op zijn sterfbed in 1900 had Ernest Boulanger zijn dochter Nadia laten beloven dat ze altijd voor Lili zou zorgen, een taak waarvan ze zich gewetensvol en met liefde heeft gekweten. De zussen woonden sinds 1904 in een appartement aan de Rue Ballu in Parijs (nu Place-Lili-Boulanger N° 3). 
Nadat Lili zich in 1912 om gezondheidsredenen had moeten terugtrekken, behaalde ze in 1913 als eerste vrouw de eerste prijs in de Prix de Rome met de cantate Faust et Hélène. De pers schreef: "De suffragettes gooien ruiten in en steken huizen in brand, maar een Frans meisje heeft een betere overwinning behaald". Het leverde haar, naast het verblijf van een jaar in de Villa Medici in Rome, een contract op met muziekuitgeverij Ricordi.
Toen Parijs tijdens de Eerste Wereldoorlog werd gebombardeerd vluchtten Lili en Nadia begin 1918 naar Mézy-sur-Seine in het departement Seine-et-Oise (nu Yvelines). Daar overleed Lili Boulanger op 15 maart van dat jaar op 24-jarige leeftijd in tegenwoordigheid van Nadia en de componist Jean Roger-Ducasse. De diagnose was een vorm van tuberculose, maar mogelijk is de toen nog onbekende ziekte van Crohn de oorzaak geweest van haar zwakke gezondheid en vroege dood. In haar graf op het Cimetière de Montmartre werd ook Nadia bijgezet in 1979.

## Postuum
Nadia Boulanger, die later een grote carrière maakte als muziekpedagoge en dirigente, bleef tot haar dood wonen in het appartement aan de Rue Ballu. Ze verklaarde na Lili's dood dat zij uit piëteit zelf nooit meer zou componeren en alles in het werk zou stellen om het nagelaten werk van haar zuster uit te voeren en haar nagedachtenis te eren. Zij deed dat onder meer door de oprichting van de Lili Boulanger Memorial Fund in 1939, die jaarlijks de Prix Lili Boulanger (Lili Boulanger Memorial Prize) uitreikt aan jonge veelbelovende musici.

## Werk
Ondanks Lili Boulangers broze gezondheid bleef haar scheppingskracht onaangetast. Ze was een doelbewust en zelfverzekerd componiste die zich niet leek te storen aan de nog sterk heersende vooroordelen jegens vrouwelijke componisten. Ze zag ook niet op tegen grootschalige werken voor koor en/of symfonieorkest. Hoewel ze invloeden onderging van Gabriel Fauré, Claude Debussy en Florent Schmitt (vooral diens Psaume XLVII uit 1904) vond zij spoedig een persoonlijke stijl. Dat blijkt uit de Nocturne voor viool en piano, Psaume 129 voor bariton en orkest, Prière Bouddhique voor tenor, koor en orkest, en de fragmenten uit La princesse Maleine naar het toneelstuk van Maurice Maeterlinck. Die opera, waaraan ze in haar laatste jaren werkte, heeft ze niet kunnen voltooien. De teksten die zij koos voor haar vocale muziek zijn vaak vroom-religieus of gericht op verdriet, verlies en dood. Haar bekendste compositie is het Pie Jesu dat ze op haar sterfbed aan Nadia dicteerde.

## Werkenlijst
| Titel                                               | Jaar | Bezetting                                  | Tekst                     |
| --------------------------------------------------- | ---- | ------------------------------------------ | ------------------------- |
| Nocturne                                            | 1911 | viool, piano                               |                           |
| Renouveau                                           | 1911 | vier zangstemmen, piano of orkest          | Armand Silvestre          |
| Les sirènes                                         | 1911 | mezzosopraan, koor en piano                | Charles Grandmougin       |
| Reflets                                             | 1911 | zangstem, piano                            | Maurice Maeterlinck       |
| Prélude in Des-majeur                               | 1911 | piano                                      |                           |
| Attente                                             | 1912 | zangstem, piano of orkest                  | Maurice Maeterlinck       |
| Hymne au soleil                                     | 1912 | alt, koor, piano                           | Casimir Delavigne         |
| Le retour                                           | 1912 | zangstem, piano                            | Georges Delaquys          |
| Pour les funérailles d'un soldat                    | 1912 | bariton, koor, piano                       | Alfred de Musset          |
| Soir sur la plaine                                  | 1913 | sopraan, tenor, orkest                     | Albert Samain             |
| La tempête                                          | 1913 | sopraan, tenor, orkest                     |                           |
| Faust et Hélène, cantate                            | 1913 | mezzosopraan, tenor, bariton, koor, orkest | Eugène Adenis             |
| Frédégonde, cantate                                 | 1913 | drie zangstemmen, orkest                   |                           |
| D'un jardin clair                                   | 1914 | piano                                      |                           |
| D'un vieux jardin                                   | 1914 | piano                                      |                           |
| Cortège                                             | 1914 | viool, piano                               |                           |
| Clairières dans le ciel                             | 1914 | zangstem, piano                            | Francis Jammes            |
| Pièce                                               | 1915 | trompet, orkest                            |                           |
| Psaume 24: La terre appartient à l'Éternel          | 1916 | koor, orgel, orkest                        | psalmtekst                |
| Psaume 129: Ils m'ont assez opprimé dès ma jeunesse | 1916 | bariton, orkest                            | psalmtekst                |
| Dans l'immense tristesse                            | 1916 | zangstem, piano                            | Bertha Galeron de Calonne |
| Sicilienne                                          | 1916 | orkest                                     |                           |
| Marche gaie                                         | 1916 | orkest                                     |                           |
| Marche funèbre                                      | 1916 | orkest                                     |                           |
| Psaume 130: Du fond de l'abîme                      | 1917 | twee zangstemmen, koor, orgel, orkest      | De profundispsalm         |
| Vieille prière bouddhique                           | 1917 | tenor, koor, orkest                        |                           |
| Poème symphonique                                   | 1917 | orkest                                     |                           |
| D'un soir triste & D'un matin de printemps          | 1918 | symfonieorkest of pianotrio                |                           |
| Pie Jesu                                            | 1918 | zangstem, strijkkwartet, harp, orgel       | requiemtekst              |
| La princesse Maleine                                | 1918 | fragmenten uit onvoltooide opera           | Maurice Maeterlinck       |

## Over Lili Boulanger
- (en)  Lénie Rosenstiel, The Life and Works of Lili Boulanger, Fairleigh Dickinson University Press, 1978, 315 pag.
- (fr)  Jérôme Spycket, À la recherche de Lili Boulanger, Librairie Arthem Fayard, 2004, 392 pag.
- (en)  Caroline Potter, Nadia and Lili Boulanger : a life in music, Ashgate, Aldershot & Burlington, 2006, 216 pag.
- (fr)  Carole Bertho Woolliams, Lili Boulanger, compositrice du XXe siècle, Le Jardin d'Essai, 2009, 221 pag.
- (fr)  Alain Galliari, Lili, AGÉditeur/TheBookEdition, 2017, 170 pag.